# خوليو غارسيا ميرا
خوليو غارسيا ميرا (بالإسبانية: Julio García Mera)‏ هو لاعب كرة قدم إسباني، ولد في 27 مايو 1972 في مدريد في إسبانيا. شارك مع منتخب إسبانيا لكرة الصالات. أما مع النوادي، فقد لعب مع Inter FS ‏.